# Pseudodiaptomus pelagicus
Pseudodiaptomus pelagicus är en kräftdjursart som beskrevs av Herrick 1884. Pseudodiaptomus pelagicus ingår i släktet Pseudodiaptomus och familjen Pseudodiaptomidae. Inga underarter finns listade i Catalogue of Life.